# Corpus Scriptorum Historiae Byzantinae

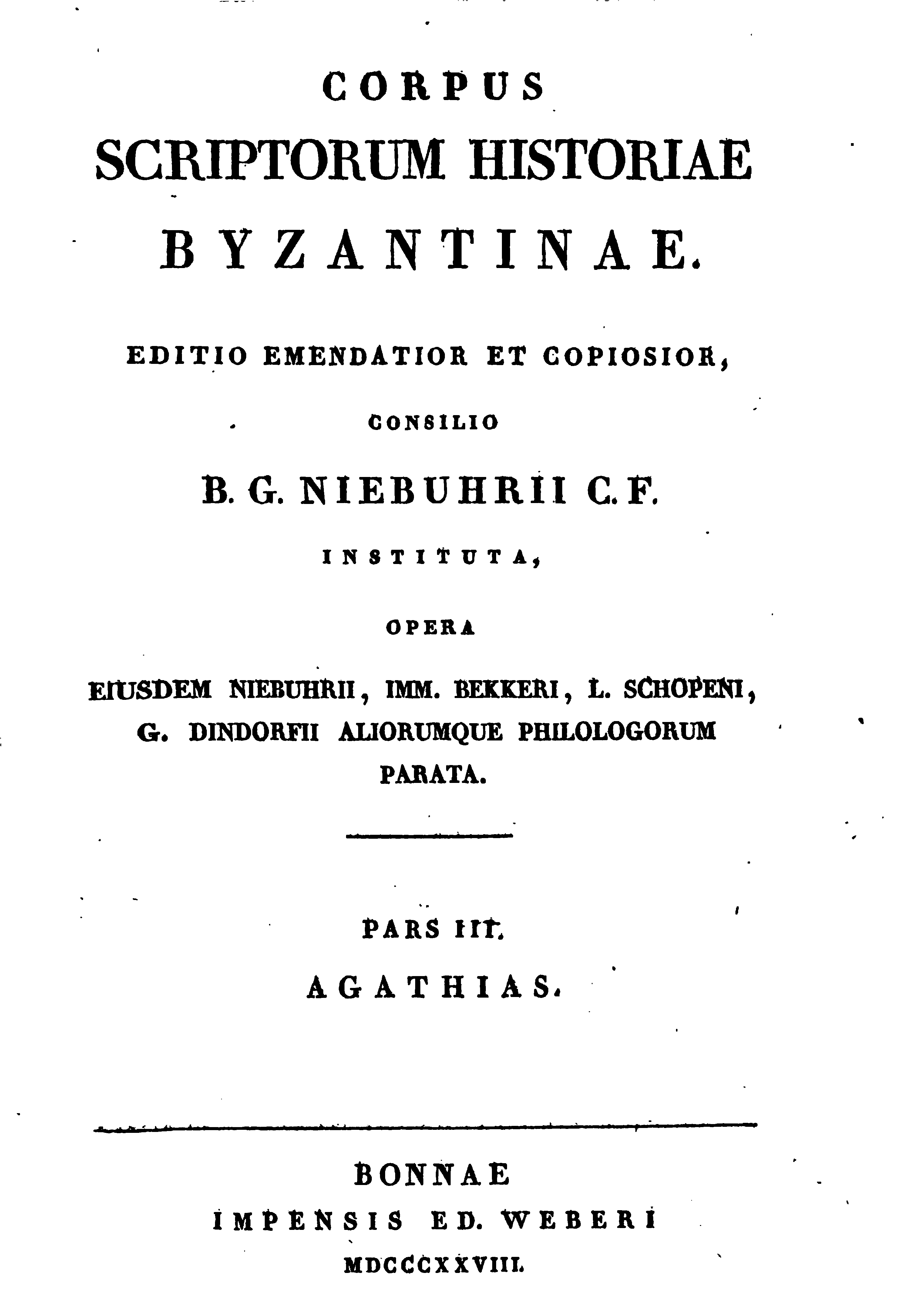
Strona tytułowa dokumentu

Corpus Scriptorum Historiae Byzantinae zwany Corpus Bonnense – edycja źródeł bizantyńskich.
Serię zapoczątkował ją Barthold Georg Niebuhr przez swoje wydanie dzieła Agatiasza (1828).

## Tomy wydane w ramach serii
- 1 : B. G. Niebuhrius, ed., Agathiae Myrinaei historiarum libri quinque. 1828 Textus apud archive.org
- 2-3 : Ludovicus Schopenus, ed., Annae Comnenae Alexiadis libri XV. 2 voll. 1839-1878 Vol. 1 Vol. 2
- 4-5 : Ludovicus Dindorfius, ed., Chronicon Paschale. 2 voll. 1832 Vol. 1 (.pdf) Vol. 2
- 6 : Immanuel Bekkerus, ed., Constantinus Manasses, Ioel, Georgius Acropolita. 1837 Textus
- 7-8 : Io. Iac. Reiskius, ed., Constantini Porphyrogeniti imperatoris De cerimoniis aulae Byzantinae. 2 voll. 1829-1830 Vol. 1 Vol. 2
- 9 : Immanuel Bekkerus, ed., Constantinus Porphyrogenitus: De thematibus et De administrando imperio. Bonnae: Weber, 1840 Textus
- 10 : Immanuel Bekkerus, B. G. Niebuhrius, edd., Dexippi, Eunapii, Petri Patricii, Prisci, Malchi, Menandri historiarum quae supersunt. 1829 Textus
- 11 : Immanuel Bekkerus, ed., Ducae, Michaelis Ducae nepotis, Historia Byzantina. 1834 Textus
- 12 : Immanuel Bekkerus, ed., Ephraemius. 1840 Textus
- 13-14 : Immanuel Bekkerus, Georgius Cedrenus Ioannis Scylitzae ope ... suppletus et emendatus. 1838-1839 Vol. 1 Vol. 2
- 15 : Immanuel Bekkerus, ed., Georgii Codini Excerpta de antiquitatibus Constantinopolitanis. 1843 Textus
- 16 : Immanuel Bekkerus, ed., Codini Curopalatae De officialibus palatii Cpolitani et de officiis magnae ecclesiae liber. 1839 Textus
- 17-18 : Immanuel Bekkerus, ed., Georgii Pachymeres De Michaele et Andronico Palaeologis libri tredecim. 1835 Vol. 1 Vol. 2
- 19 : Immanuel Bekkerus, ed., Georgius Phrantzes, Ioannes Cananus, Ioannes Anagnostes. 1838 Textus
- 20-21 : Guilelmus Dindorfius, ed., Georgius Syncellus et Nicephorus Cp. 1829 Vol. 1 Vol. 2
- 22 : Immanuel Bekkerus, ed., Historia politica et patriarchica Constantinopoleos; Epirotica. 1849 Textus
- 23-25 : Ludovicus Schopenus, ed., Ioannis Cantacuzeni eximperatoris Historiarum libri IV. 1828 Vol. 1 Vol. 2 Vol. 3
- 26 : Augustus Meineke, ed., Ioannis Cinnami Epitome rerum ab Ioanne et Alexio [sic, recte Michaele] Comnenis gestarum; Nicephori Bryennii Commentarii. 1836 Textus
- 27 : Immanuel Bekkerus, ed., Ioannes Lydus. 1837 Textus
- 28 : Ludovicus Dindorfius, ed., Ioannis Malalae Chronographia. 1831 Textus
- 29-31 : Mauricius Pinderus, ed., Ioannis Zonarae Annales. 1837-1897 Vol. 1 Vol. 2 Vol. 3
- 32 : Immanuel Bekkerus, ed., Laonici Chalcocondylis Atheniensis Historiarum libri decem. 1843 Textus
- 33 : Carolus Benedictus Hasius, ed., Leonis Diaconi Caloensis Historiae libri decem et Liber de velitatione bellica Nicephori Augusti ... accedunt Theodosii Acroases de Creta capta ... et Liutprandi legatio [etc.] 1828 Textus
- 34 : Immanuel Bekkerus, ed., Leonis Grammatici Chronographia; accedit Eustathii De capta Thessalonica liber. 1842 Textus
- 35 : Immanuel Bekkerus, ed., Merobaudes et Corippus. 1836 Textus
- 36 : W. Brunet de Presle, Immanuel Bekkerus, edd., Michael Attaliota. 1853 Textus
- 37 : Immanuel Bekkerus, ed., Michaelis Glycae Annales. 1836 Textus
- 38-40 : Ludovicus Schopenus, ed., Nicephori Gregorae Byzantina historia. 1829-1855 Vol. 1 Vol. 2 Vol. 3
- 41 : Immanuel Bekkerus, ed., Nicetae Choniatae Historia. 1835 Textus
- 42 : Immanuel Bekkerus, ed., Paulus Silentiarius, Georgius Pisida et Sanctus Nicephorus Cpolitanus. Textus
- 43-45 : Guilelmus Dindorfius, ed., Procopius. 1833-1838 Vol. 1 Vol. 2 (.pdf) Vol. 3
- 46-47 : Ioannes Classenus, ed., Theophanis Chronographia. 1839-1841 Vol. 1 Vol. 2
- 48 : Immanuel Bekkerus, ed., Theophanes continuatus, Ioannes Cameniata, Symeon Magister, Georgius Monachus. 1838 Textus
- 49 : Immanuel Bekkerus, ed., Theophylactus Simocatta, Genesius. 1834 Textus
- 50 : Immanuel Bekkerus, ed., Zosimus. 1837 Textus